# Caribe sudamericano
Se conoce como Caribe sudamericano o Caribe suramericano a las zonas costeras de América del Sur de Colombia y Venezuela sobre el mar Caribe. Las zonas que integran esta región son:

## Caribe colombiano

Archipiélago de San Andrés y Providencia.

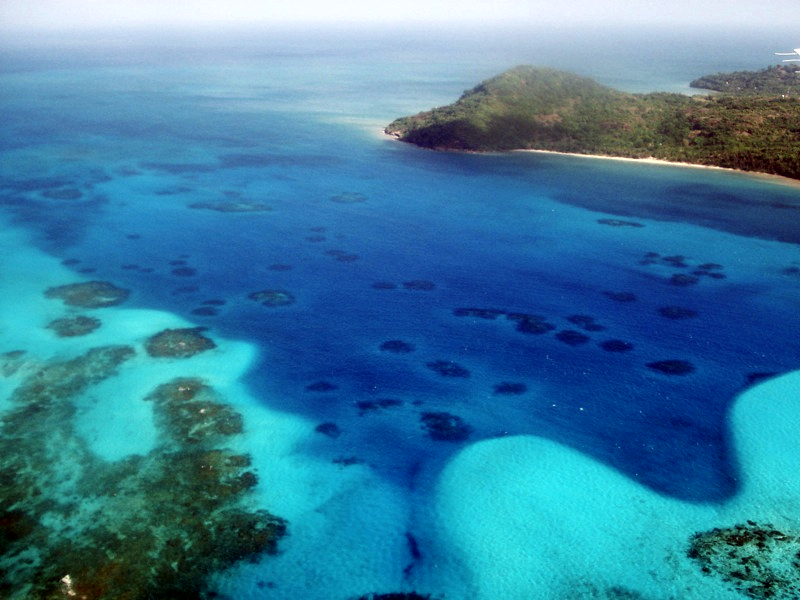
Isla colombiana de Providencia en el mar Caribe.

Desde la frontera con Panamá en Cabo Tiburón hasta Castilletes en la península de la Guajira, frontera con Venezuela.
Integran los departamentos colombianos de Atlántico, Bolívar, Magdalena Córdoba, Sucre, La Guajira, Cesar y la subregión del Urabá (Norte de los departamentos de Antioquia y Chocó).
Los principales centros urbanos son Barranquilla, Cartagena, Santa Marta, Montería, Sincelejo, Riohacha, Valledupar, Apartadó, San Andrés y Acandí. Además Colombia posee un departamento insular en el Caribe con diversas islas y cayos:
- Departamento de San Andrés, Providencia y Santa Catalina
  - Isla de San Andrés
  - Isla de Providencia
  - Isla Santa Catalina
  - Cayo Albuquerque
  - Bajo Nuevo
  - Cayo Bolívar
  - Cayo Rocoso
  - Cayo Santander
  - Cayo Serranilla
  - Banco Serrana
  - Banco Quitasueño
- Isla Fuerte
- Isla Tortuguilla
- Archipiélago de San Bernardo (compuesto por las islas Boquerón, Palma, Panda, Mangle, Ceycén, Cabruna, Tintipán, Maravilla y Múcura y un islote artificial: Santa Cruz del Islote).
- Islas del Rosario
- Isla Tierra Bomba

## Caribe venezolano

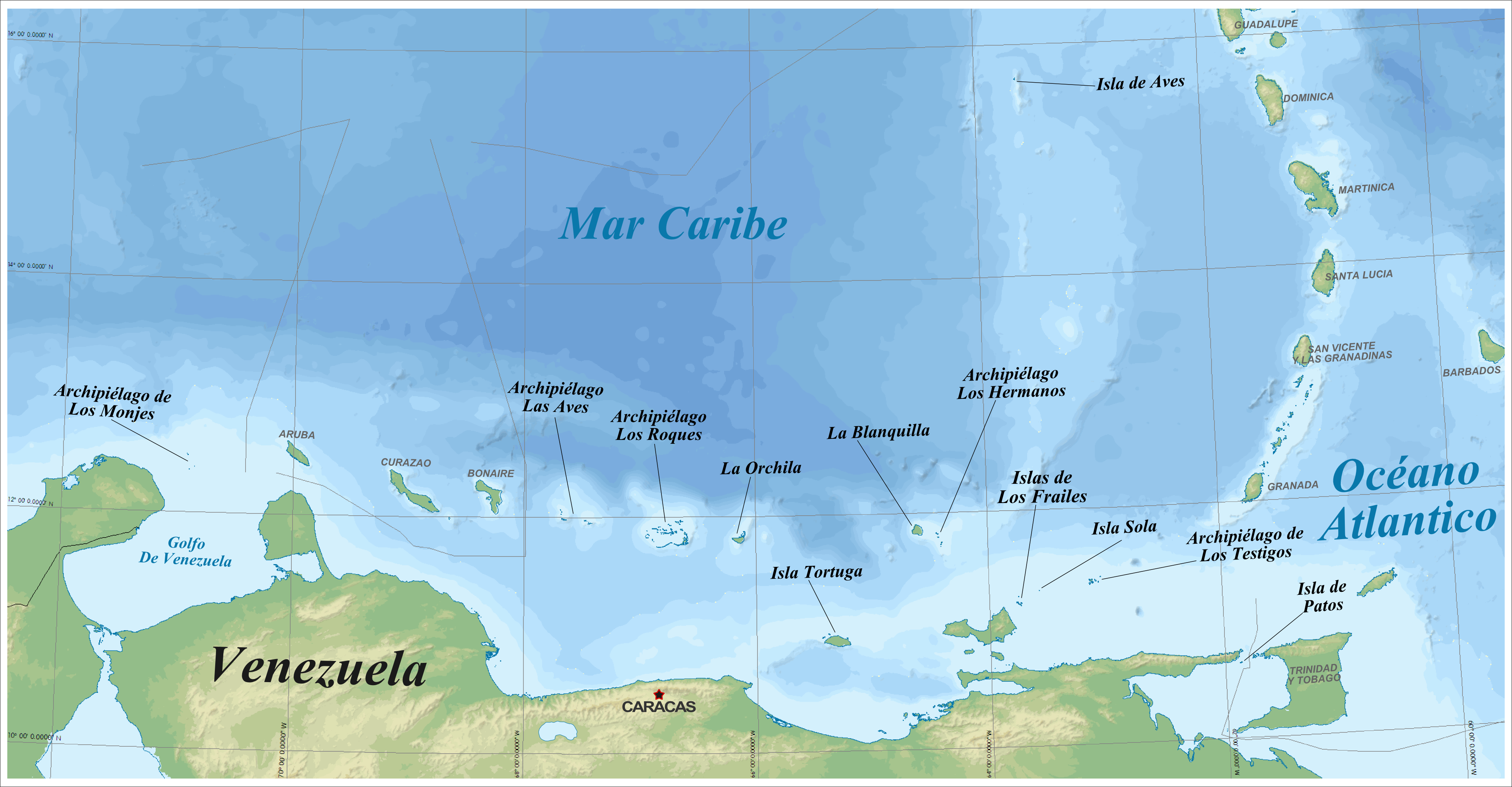
Mapa señalando las Dependencias Federales de Venezuela y en cual se evidencia la costa caribeña.

Desde Castilletes en la frontera con Colombia hasta la costa norte de la península de Paria, en el Estado Sucre, al este de Venezuela.
Integran los estados venezolanos de Zulia, Falcón, Lara, Miranda, Carabobo, Aragua, La Guaira, Yaracuy, Anzoátegui, Sucre,  Nueva Esparta y  Distrito Capital.
Los principales centros urbanos son Maracaibo, Coro, Barquisimeto, Los Teques, La Guaira, San Felipe, Barcelona, Cumaná,  Porlamar y Caracas. 
Venezuela es el país que posee las costas más extensas sobre el mar Caribe, tanto de manera relativa como proporcional, también es el país con mayor territorio marítimo reconocido en este mar, además es la zona originaria de la etnia Caribe, que dio nombre a toda la región y que  actualmente es el oriente venezolano.
Venezuela posee dos entidades federales insulares en el Caribe (Nueva Esparta y las Dependencias Federales) además de diversos archipiélagos, cayos, islas e islotes incorporados a territorios de varios estados que hacen parte del Caribe:

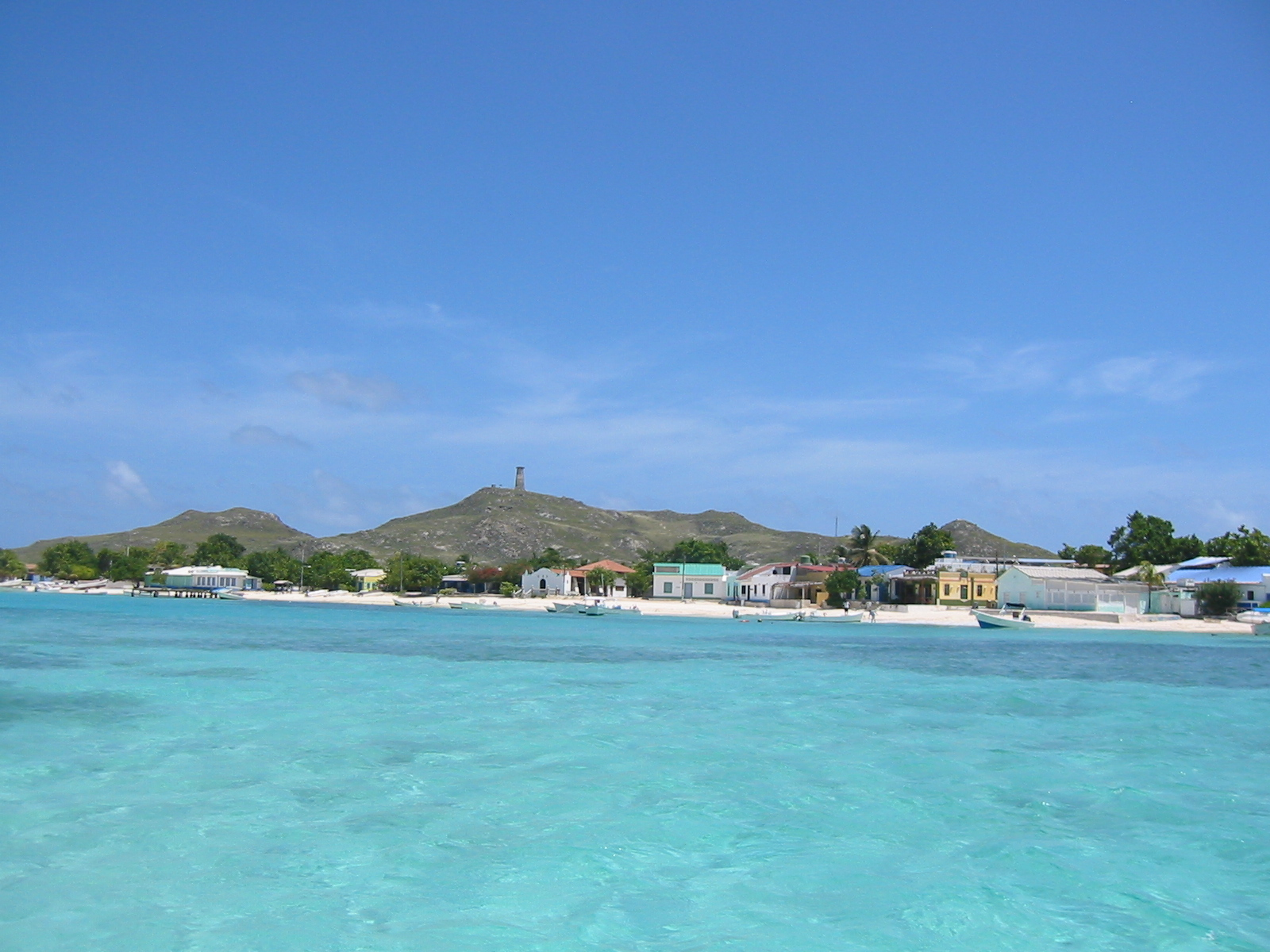
Isla Gran Roque, del archipiélago Los Roques en el Caribe venezolano.

| - Anzoátegui: - Islas Chimanas - Islas Borrachas - Isletas de Píritu - Carabobo: - Isla Larga - Nueva Esparta: - Isla de Margarita - Isla de Coche - Isla de Cubagua - Sucre: - Islas Caracas - Zulia: - Isla de San Carlos - Isla de Toas - Isla de Zapara - Isla Los Pájaros - Isla de Pescadores - Isla de Providencia | - Dependencias Federales: - Archipiélago Los Monjes - Archipiélago Las Aves - Archipiélago los Testigos - Archipiélago Los Frailes - Isla Los Hermanos - Isla de Aves - Isla La Sola - Isla la Tortuga - Cayo Herradura - Islas Los Tortuguillos - Isla la Orchila - Isla la Blanquilla - Isla de Patos - Archipiélago Los Roques - Gran Roque - Cayos Francisquí - Cayo Lanquí - Cayo Nordisquí - Madrisquí - Cayo Crasquí - Dos Mosquises |